# Dorosziwka (rejon szostkiński)
Dorosziwka (ukr. Дорошівка) – wieś na Ukrainie, w obwodzie sumskim, w rejonie szostkińskim, w hromadzie Drużba. W 2001 liczyła 316 mieszkańców, spośród których 296 wskazało jako ojczysty język ukraiński, 16 rosyjski, 2 mołdawski, a 2 inny.